# Vincent De Haître
Vincent De Haître (Ottawa, 16 juni 1994) is een Canadese langebaanschaatser met een specialisatie voor de korte afstanden. Hij is tevens actief als baanwielrenner.

## Biografie
De Haître schaatst sinds 2000, is sinds 2013 actief op het hoogste niveau en woonachtig te Cumberland. Hij deed in 2014 mee aan de Olympische Winterspelen in Sochi (Rusland). Daarbij werd hij 20e op de 1000 meter en 33e op de 1500 meter.
De Haître is ook baanwielrenner en werd in 2013 Canadees kampioen op de 1 kilometer tijdrit. Op de Pan-Amerikaanse kampioenschappen baanwielrennen van 2019 won hij met de Canadese ploeg de ploegenachtervolging. Hierna nam hij deel aan de Olympische Zomerspelen 2020 en vervolgens maakte De Haître zijn comeback in het langebaanschaatsen in voorbereiding op de Olympische Winterspelen in Beijing.

## Persoonlijke records
| Afstand    | Tijd    | Datum             | Baan    |
| ---------- | ------- | ----------------- | ------- |
| 500 meter  | 34,90   | 5 januari 2018    | Calgary |
| 1000 meter | 1.06,72 | 25 februari 2017  | Calgary |
| 1500 meter | 1.43,13 | 3 december 2017   | Calgary |
| 3000 meter | 3.44,76 | 23 september 2017 | Calgary |
| 5000 meter | 6.39,86 | 17 maart 2017     | Calgary |

## Resultaten
| Jaar | WK Sprint                                | WK Afstanden        | Olympische Spelen   | WK Junioren                                    |
| ---- | ---------------------------------------- | ------------------- | ------------------- | ---------------------------------------------- |
| 2013 |                                          |                     |                     | 9e 500m 7e 1000m 10e 1500m 24e 3000m DNS 5000m |
| 2014 |                                          |                     | 20e 1000m 33e 1500m |                                                |
| 2015 |                                          | 12e 1000m           |                     |                                                |
| 2016 |                                          | 8e 1000m 6e 1500m   |                     |                                                |
| 2017 | 9e · 23e 500m · 20e 500m · 1000m · 1000m | 1000m · 4e 1500m    |                     |                                                |
| 2018 |                                          |                     | 19e 1000m 21e 1500m |                                                |
|      |                                          |                     |                     |                                                |
| 2023 |                                          | 23e 1000m           |                     |                                                |
| 2024 |                                          | 21e 1000m 19e 1500m |                     |                                                |

### Olympische Winterspelen
| Afstand | Datum       | Tijd  | Plaats      | Baan                   | Eindtijd | Klassering |
| ------- | ----------- | ----- | ----------- | ---------------------- | -------- | ---------- |
| 2014    |             |       |             |                        |          |            |
| 1000m   | 12 februari | 18.00 | Sotsji      | Adler Arena            | 1.10,04  | 20         |
| 1500m   | 15 februari | 17.30 | Sotsji      | Adler Arena            | 1.49,42  | 33         |
| 2018    |             |       |             |                        |          |            |
| 1000m   | 23 februari | 19.00 | Pyeongchang | Gangneung Science Oval | 1.09,79  | 19         |
| 1500m   | 13 februari | 20.00 | Pyeongchang | Gangneung Science Oval | 1.47,32  | 21         |

## Baanwielrennen
| Jaar | CK | PK                                     | WK             | Overig                                     |
| ---- | --- | -------------------------------------- | -------------- | ------------------------------------------ |
| 2013 | sprint |                                        |                |                                            |
| 2014 | | 5e 1km tijdrit                         |                |                                            |
| 2015 | |                                        |                |                                            |
| 2016 | 1km tijdrit · 6e scratch                                                                                       |                                        |                |                                            |
| 2017 | |                                        |                |                                            |
| 2018 | 1km tijdrit · koppelkoers · ploegenachtervolging · 5e puntenkoers · 9e achtervolging · 9e scratch · 10e omnium | 4e 1km tijdrit 4e ploegenachtervolging |                |                                            |
| 2019 | 1km tijdrit · ploegenachtervolging · koppelkoers · 4e omnium · 7e achtervolging                                | ploegenachtervolging · 1km tijdrit     |                |                                            |
| 2020 | |                                        | 4e 1km tijdrit |                                            |
| 2021 | |                                        |                | Olympische Spelen: 5e ploegenachtervolging |